# 馬渕隆雄
馬渕 隆雄（まぶち たかお、1975年2月21日 - ）は、岐阜県岐阜市出身の元プロ野球選手（投手）。現在は、同朋大学野球部の監督。

## 来歴・人物
美濃加茂高では3年春県大会優勝、同朋大学では在学中は2部リーグだが4年春秋優勝し秋は入替戦も勝利、1996年11月21日にプロ野球ドラフト会議で西武ライオンズから5位指名を受け入団。
一軍登板のないまま、1999年限りで戦力外通告を受ける。横浜ベイスターズの入団テストを受けるも不合格に終わり、現役を引退した。
2001年1月より佐川急便に入社。愛知県の港営業所に配属され、2018年時点では中京支社の営業課長を務める。現役引退後、裏方として球団に残る、海外などを含めて現役を継続するなどといった選択肢があったが、野球と仕事の両立が可能なことから佐川急便への入社を選んだ。
社業に就きつつ、休日には2013年1月より母校である同朋大学硬式野球部の監督を務めている。なお、学生野球資格は2014年3月4日に回復している。同部では息子の馬渕歩空も指導し、歩空は2022年より四国アイランドリーグplus・愛媛マンダリンパイレーツでプレーしている。

## 詳細情報

### 年度別投手成績
- 一軍公式戦出場なし

### 背番号
- 48 （1997年 - 1999年）